# Gaertnera
Gaertnera là một chi thực vật có hoa trong họ Thiến thảo (Rubiaceae).

## Loài
Chi Gaertnera gồm các loài: